# Agnieszka Jerzyk
Agnieszka Jerzyk (Leszno, 15 de enero de 1988) es una deportista polaca que compite en triatlón y duatlón.
Ganó una medalla de plata en el Campeonato Europeo de Duatlón de 2009. Además, obtuvo una medalla de bronce en el Campeonato Europeo de Ironman de 2023.

## Palmarés internacional
| Campeonato Europeo | Campeonato Europeo | Campeonato Europeo | Campeonato Europeo |
| Año                | Lugar              | Medalla            | Prueba             |
| ------------------ | ------------------ | ------------------ | ------------------ |
| 2009               | Budapest (Hungría) | Medalla de plata   | Individual         |

| Campeonato Europeo | Campeonato Europeo   | Campeonato Europeo | Campeonato Europeo |
| Año                | Lugar                | Medalla            | Prueba             |
| ------------------ | -------------------- | ------------------ | ------------------ |
| 2023               | Fráncfort (Alemania) | Medalla de bronce  | Individual         |